# Never Going Back Again

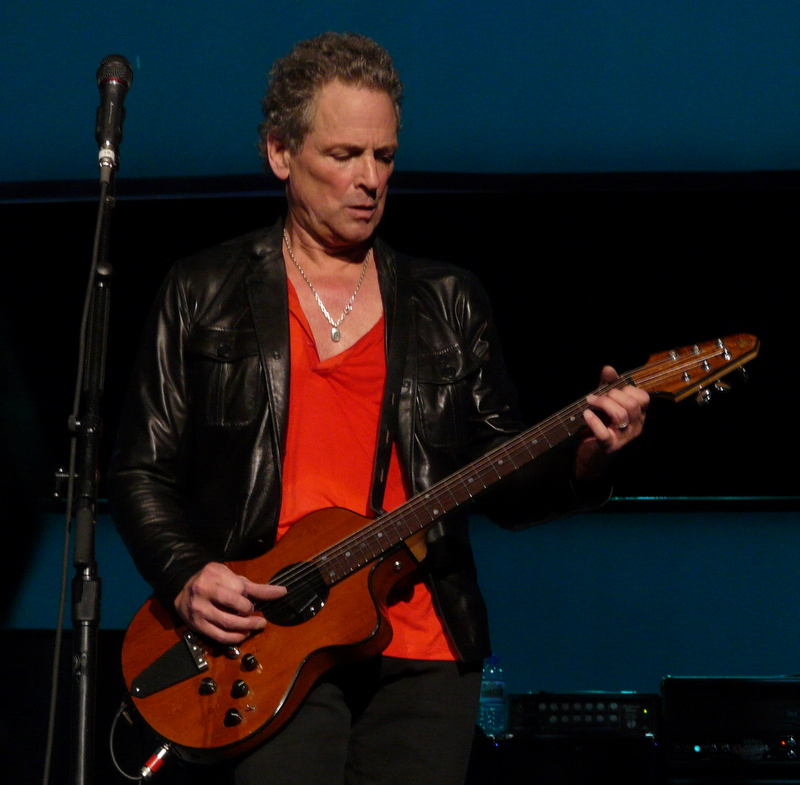
Lindsey Buckingham (2009)

Never Going Back Again ist ein von Lindsey Buckingham geschriebenes Lied, das 1977 von Fleetwood Mac auf ihrem Album Rumours veröffentlicht wurde.
Es wurde als B-Seite der Top-Ten-Single Don’t Stop in den USA und der Single You Make Loving Fun in Großbritannien veröffentlicht. In den Niederlanden war es die B-Seite von Dreams.

## Text, Musik und Aufnahme
Der Musikhistoriker George Case beschrieb Never Going Back Again als einen wunderschönen Song mit „übersprudelnden SoCal-Philosophien über Beziehungen.“ Er ist einer von mehreren Songs auf Rumours, die Buckingham nach dem Ende seiner Beziehung mit Stevie Nicks schrieb. Buckingham erinnert sich, dass es einer der letzten Songs war, die für das Album geschrieben wurden, nachdem er eine neue Beziehung mit einer anderen Frau begonnen hatte. Buckingham betrachtet es als ein süßes und naives Lied und hält den Text nicht für sehr tiefgründig. Er beschrieb es als eine „Miniaturwahrnehmung der Dinge“. Das Lied spiegelt den Wunsch wider, frühere Fehler nicht zu wiederholen. Buckingham begleitet sich auf der Akustikgitarre, die er mit Travis-Picking-Technik spielt; weitere Inspirationen holte sich Buckingham bei Ry Cooder. Um den optimalen Sound einzufangen, forderte Produzent Ken Caillat, Buckinghams Akustikgitarre alle 20 Minuten neu zu bespannen. Er lobte Buckinghams großartige Instrumentalarbeit.
Never Going Back Again hat ein moderates Tempo von 88 Schlägen pro Minute in der Tonart Ges-Dur. Buckinghams Gitarre ist in Drop-D-Stimmung gestimmt, mit einem Kapodaster am vierten Bund. Buckinghams Stimme reicht von C#3 bis A#4. Beim Overdubbing seines Gesangs stellte Buckingham fest, dass er seinen Akustikgitarrenpart in der falschen Tonart gespielt hatte, sodass er den Song am nächsten Tag von Grund auf neu aufnehmen musste.
Der Arbeitstitel des Lieds war Brushes („Besen“), da er ursprünglich mit Buckinghams Akustikgitarre und Mick Fleetwood aufgenommen wurde, der die kleine Trommel mit Besen spielte. Bei der endgültigen Veröffentlichung des Songs wurde die Trommel gelöscht. Das Schlagzeug und die Leadgitarre, die bei der ursprünglichen Veröffentlichung entfernt wurden, wurden jedoch als Bonustrack für die DVD-Audio-Veröffentlichung von Rumours wiederhergestellt. Der von Caillat erstellte alternative Mix wurde von Mick Fleetwood gut aufgenommen, der Caillat dazu ermutigte, Brushes in die Reihenfolge des Remasters von Rumours aus dem Jahr 2004 aufzunehmen. Laut Christopher Walsh, Rezensent des Billboards, stellen diese Teile „eine angenehme Überraschung dar, die den Song emotional noch stärker macht.“

## Rezeption
John Swenson vom Rolling Stone beschrieb Never Going Back Again als „das schönste Stück auf [Rumours]“ und bemerkt, dass der „entzückende“ Gesang „das Thema der schlechten Nachrichten verleugnet.“ Patrick McKay vom Stylus Magazine betrachtet es als eines der „stärksten Stücke“ auf Rumours. Chuck Eddy von Spin beschrieb Never Going Back Again als „eine künstlerische Trance.“ Der Fleetwood-Mac-Biograf Cath Carroll lobte das Lied als „einen melodisch unaufgeregten Song mit einem einfachen Refrain und einer scharfen Entschlossenheit, die alles in ein paar eleganten Sätzen sagt.“
Never Going Back Again erschien auf mehreren Fleetwood-Mac-Kompilationsalben, darunter 1992 auf 25 Years – The Chain und 2002 auf The Very Best of Fleetwood Mac. Der Song erschien auch auf mehreren Live-Alben.

## Besetzung
- Lindsey Buckingham – akustische Gitarre, Gesang